# Paisagem Cultural de Hallstatt-Dachstein, Salzkammergut
A actividade humana nesta magnífica paisagem natural da região de Salzkammergut, na Áustria, remonta à pré-história, com os depósitos de sal sendo explorados já desde o segundo milénio a.C.
Este recurso formou a base da prosperidade da zona até meados do século XX, o que se reflecte na rica arquitectura da aldeia de Hallstatt. Os locais classificados incluem esta aldeia, a montanha Hoher Dachstein e a envolvente.

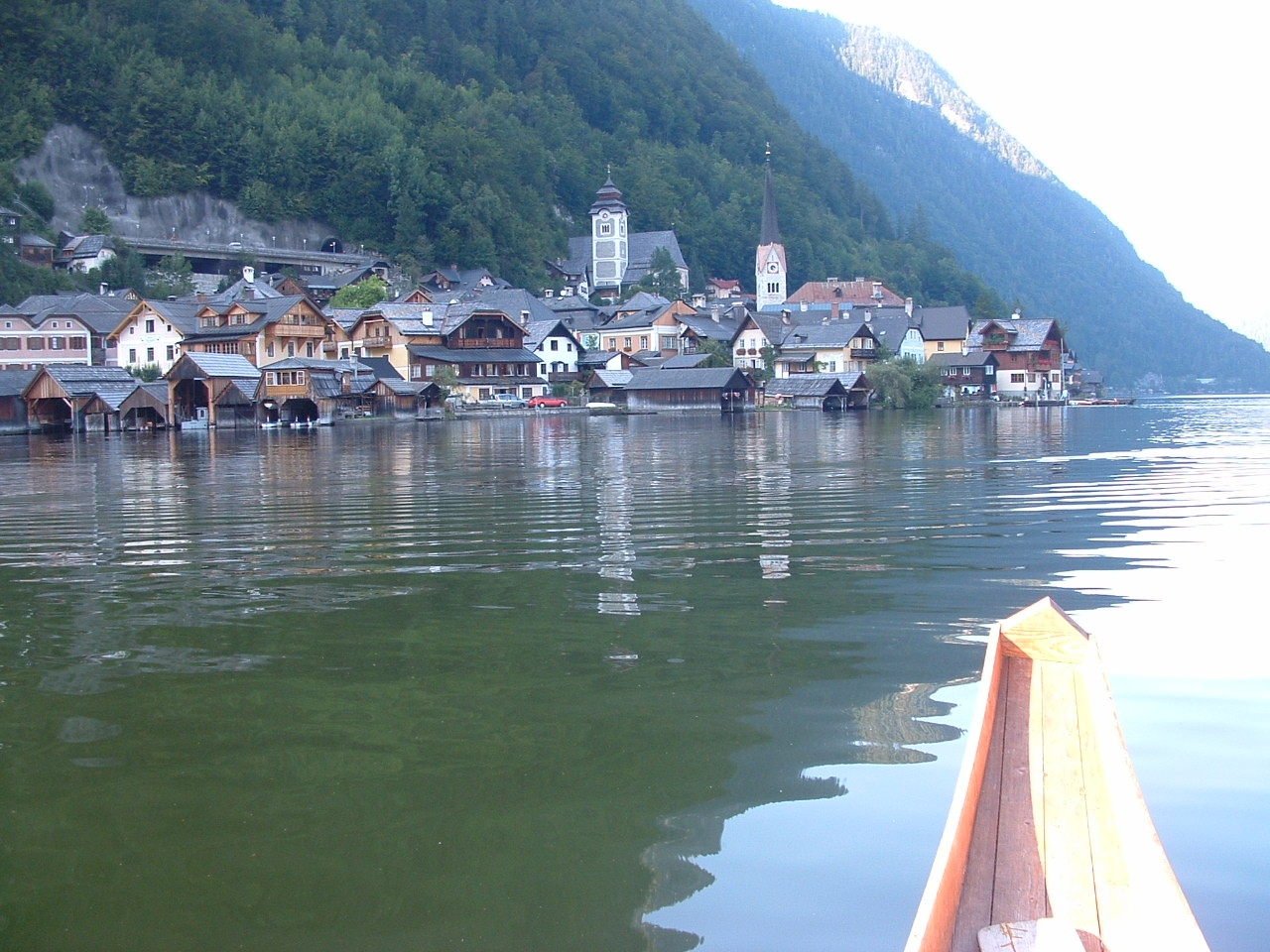
Vista da aldeia de Hallstatt

.